# First of the Year (Equinox)
«First of the Year (Equinox)» — музыкальный трек американского дабстеп-продюсера Скриллекса из его третьего альбома — «More Monsters and Sprites», релиз которого состоялся 7 июня 2011 года. Композиция имела большой коммерческий успех и достигла высоких позиций в чартах. Музыкальный клип, премьера которого состоялась 10 августа 2011 года, получил номинации на премии «MTV Video Music Awards 2012» и «54th Grammy Awards», причём выиграл в категории «Лучшие визуальные эффекты» на «2012 MTV Video Music Awards».

## Чарты
| Название             | Страна    | Пиковая позиция |
| -------------------- | --------- | --------------- |
| ARIA                 | Австралия | 84              |
| Ultratip Flanders    | Бельгия   | 7               |
| Canadian Hot 100     | Канада    | 88              |
| SNEP                 | Франция   | 187             |
| VG-lista             | Норвегия  | 14              |
| Sverigetopplistan    | Швеция    | 19              |
| US Billboard Hot 100 | США       | 85              |

## Сертификации
| Территория и организация | Сертификация | Продано   |
| ------------------------ | ------------ | --------- |
| Мексика (AMPROFON)       | золотой      | 30 000    |
| США (RIAA)               | платиновый   | 1 000 000 |
| Дания (IFPI)             | платиновый   | 30 000    |
| Канада (CRIA)            | золотой      | 40 000    |

## Клип
Официальный клип, спродюсированный французской компанией HK Corp и срежиссированный Тони Труандом (англ. Tony "Truand" Datis), стал доступен для скачивания 10 августа 2011 года из iTunes Store, где имеет рейтинг «4.5». На Youtube-канале Скриллекса ролик появился 17 августа 2011 года; по состоянию на 19 декабря 2021 года ролик клип более 455 миллионов просмотров и 3,4 млн «лайков».

### Сюжет
Сидящий на скамейке мужчина в плаще и очках, вертящий в руках конфету, наблюдает за играющими на детской площадке детьми. Мимо него пробегает девочка, и он начинает идти вслед за ней по переулкам. Сначала она задорно и беззаботно прыгает, а потом заходит в подвал, куда спускается и мужчина, посматривая при этом по сторонам. Он готовится овладеть жертвой, наливает зеленоватую жидкость (вероятно, окрашенный хлороформ) на кусок ткани и видит, как девочка держит в руках красный телефон. Смотрит ей в глаза перед попыткой нападения, как вдруг она кричит: «Call 911 now!» (дословно — «Звоните в 911 сейчас же!»). После этой фразы девочка начинает жестами управлять телом насильника, пронизывая его тело чёрным дымом. Он судорожно изгибается от боли, взлетает в воздух и падает, после чего появляется в комнате с изуродованными куклами. От страха он берет свой мобильный телефон и кричит те же слова, что и девочка, но в это время она снова начинает «колдовать». Из тумана появляется когтистое чудовище, расправляющееся с педофилом. После «казни» девочка вычёркивает из своего списка на стене очередную «жертву».

### Критика
Журнал Spin похвалил видео, написав приблизительно следующее: «Одно дело — сочувствовать детям группы риска или заступаться за них, но в этом увлекательном видео Скриллекс пошёл дальше. Намного дальше… „…“ Вам стоит это увидеть самим».
It's one thing to empathize with at-risk kids, or to speak up for them generally, but Skrillex takes it a step further - and then further still - in this stunning new video for the track 'First of the Year (Equinox).'
But in this clip, the song's melodic preamble also serves as an ominous backdrop for a creepy, would-be predator who's lurking outside a playground where young children are frolicking. The day is overcast, but something much darker is in the air, as a little girl leaves and the man stalks after her. When she unexpectedly skips off to a dark, abandoned warehouse, he continues to follow, eventually entering a room where she's standing alone, holding a telephone receiver. The keyboards suddenly fade into a glitchier groove, and then, at the 1:25 mark, well, you gotta see for yourself.

### Награды
Клип получил номинации на премии «MTV Video Music Awards 2012» в категории «Лучшее электронно-музыкальное танцевальное видео» (англ. Best Electronic Dance Music Video) и «54th Grammy Awards» в категории «Лучшее короткое музыкальное видео». Также, ролик победил в категории «Лучшие визуальные эффекты» на «2012 MTV Video Music Awards» (награду получили Deka Brothers — супервайзеры по спецэффектам).

## Использование
- Видео упоминается в серии «Оборотни Хайленда[англ.]» сериала «Бивис и Баттхед» (8 сезон, 201 эпизод).
- Трек использовался аргентинским каналом TV Pública[исп.] для промоушена футбольных матчей Инисиаля 2012[15].